# Tommy Smith (ishockeyspelare)

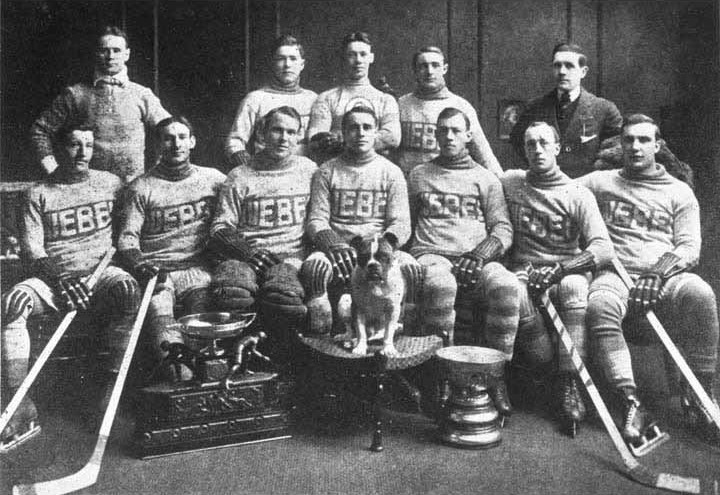
Tommy Smith, längst till vänster i främre raden, med Quebec Bulldogs och Stanley Cup 1913.

Thomas Joseph "Tommy" Smith, född 27 september 1885 i Ottawa, Ontario, död 1 augusti 1966, var en kanadensisk professionell ishockeyspelare. Smith spelade för ett flertal olika amerikanska och kanadensiska proffslag lag åren 1905–1920, däribland Pittsburgh Lyceum, Pittsburgh Professionals, Ottawa Senators, Quebec Bulldogs, Toronto Shamrocks och Montreal Canadiens. Hans äldre bröder Alf och Harry var även de professionella ishockeyspelare.
Tommy Smith var en av de bättre målgörarna under sin era och vann poängligan i National Hockey Association under två raka säsonger 1913–14 och 1914–15. Smith vann även Stanley Cup två gånger, 1906 med Ottawa Senators och 1913 med Quebec Bulldogs.
1973 valdes Smith in som ärad medlem i Hockey Hall of Fame.

## Statistik
FAHL = Federal Amateur Hockey League, ECAHA = Eastern Canada Amateur Hockey Association, WPHL = Western Pennsylvania Hockey League, TPHL = Timiskaming Professional Hockey League
| 1905–06            | Ottawa Victorias         | FAHL               | 8  | 12  | 0  | 12  | –   | – | –  | – | –  | –  |
| 1906               | Ottawa Senators          | ECAHA              | 3  | 6   | 0  | 6   | 12  | 1 | 0  | 0 | 0  | 9  |
| 1906–07            | Pittsburgh Professionals | IPHL               | 23 | 31  | 13 | 44  | 47  | – | –  | – | –  | –  |
| 1907–08            | Pittsburgh Lyceum        | WPHL               | 16 | 33  | 0  | 33  | –   | 1 | 2  | 0 | 2  | –  |
| 1908–09            | Pittsburgh Lyceum        | WPHL               | 6  | 15  | 0  | 15  | –   | – | –  | – | –  | –  |
|                    | Pittsburgh Bankers       | WPHL               | –  | –   | –  | –   | –   | 3 | 3  | 0 | 3  | 3  |
|                    | Brantford Indians        | OPHL               | 13 | 40  | 0  | 40  | 30  | – | –  | – | –  | –  |
|                    | Haileybury Hockey Club   | TPHL               | 1  | 3   | 0  | 3   | 2   | 2 | 3  | 0 | 3  | 0  |
| 1909–10            | Brantford Indians        | OPHL               | 2  | 1   | 0  | 1   | 3   | – | –  | – | –  | –  |
| 1910–11            | Galt Professionals       | OPHL               | 18 | 22  | 0  | 22  | –   | 3 | 10 | 0 | 10 | 0  |
|                    | Galt Professionals       | Stanley Cup        |    |     |    |     |     | 1 | 1  | 0 | 1  | –  |
| 1911–12            | Moncton Victorias        | MPHL               | 18 | 53  | 0  | 53  | 48  | – | –  | – | –  | –  |
|                    | Moncton Victorias        | Stanley Cup        |    |     |    |     |     | 2 | 2  | 0 | 2  | 3  |
| 1912–13            | Quebec Bulldogs          | NHA                | 18 | 39  | 0  | 39  | 30  | – | –  | – | –  | –  |
|                    | Québec Bulldogs          | Stanley Cup        |    |     |    |     |     | 2 | 4  | 0 | 4  | 0  |
| 1913–14            | Québec Bulldogs          | NHA                | 20 | 39  | 6  | 45  | 35  | – | –  | – | –  | –  |
| 1914–15            | Toronto Shamrocks        | NHA                | 10 | 17  | 2  | 19  | 14  | – | –  | – | –  | –  |
|                    | Québec Bulldogs          | NHA                | 9  | 23  | 2  | 25  | 29  | – | –  | – | –  | –  |
| 1915–16            | Québec Bulldogs          | NHA                | 22 | 16  | 3  | 19  | 30  | – | –  | – | –  | –  |
| 1916–17            | Montreal Canadiens       | NHA                | 14 | 7   | 4  | 11  | 32  | 2 | 2  | 0 | 2  | 11 |
|                    | Montreal Canadiens       | Stanley Cup        |    |     |    |     |     | 4 | 2  | 0 | 2  | 3  |
| 1917–18            | Ottawa Transport         | OCHL               | –  | –   | –  | –   | –   | – | –  | – | –  | –  |
| 1918–19            | Glace Bay Miners         | CBSHL              | –  | –   | –  | –   | –   | – | –  | – | –  | –  |
| 1919–20            | Québec Bulldogs          | NHL                | 10 | 0   | 1  | 1   | 11  | – | –  | – | –  | –  |
| NHA totalt         | NHA totalt               | NHA totalt         | 93 | 141 | 17 | 158 | 170 | 2 | 2  | 0 | 2  | 11 |
| Stanley Cup totalt | Stanley Cup totalt       | Stanley Cup totalt |    |     |    |     |     | 9 | 9  | 0 | 9  | 6  |

## Meriter
- Stanley Cup – 1906 med Ottawa Senators och 1913 med Quebec Bulldogs.
- Vinnare av NHA:s poängliga – 1913–14 och 1914–15
- Invald i Hockey Hall of Fame 1973